# 嘆息橋

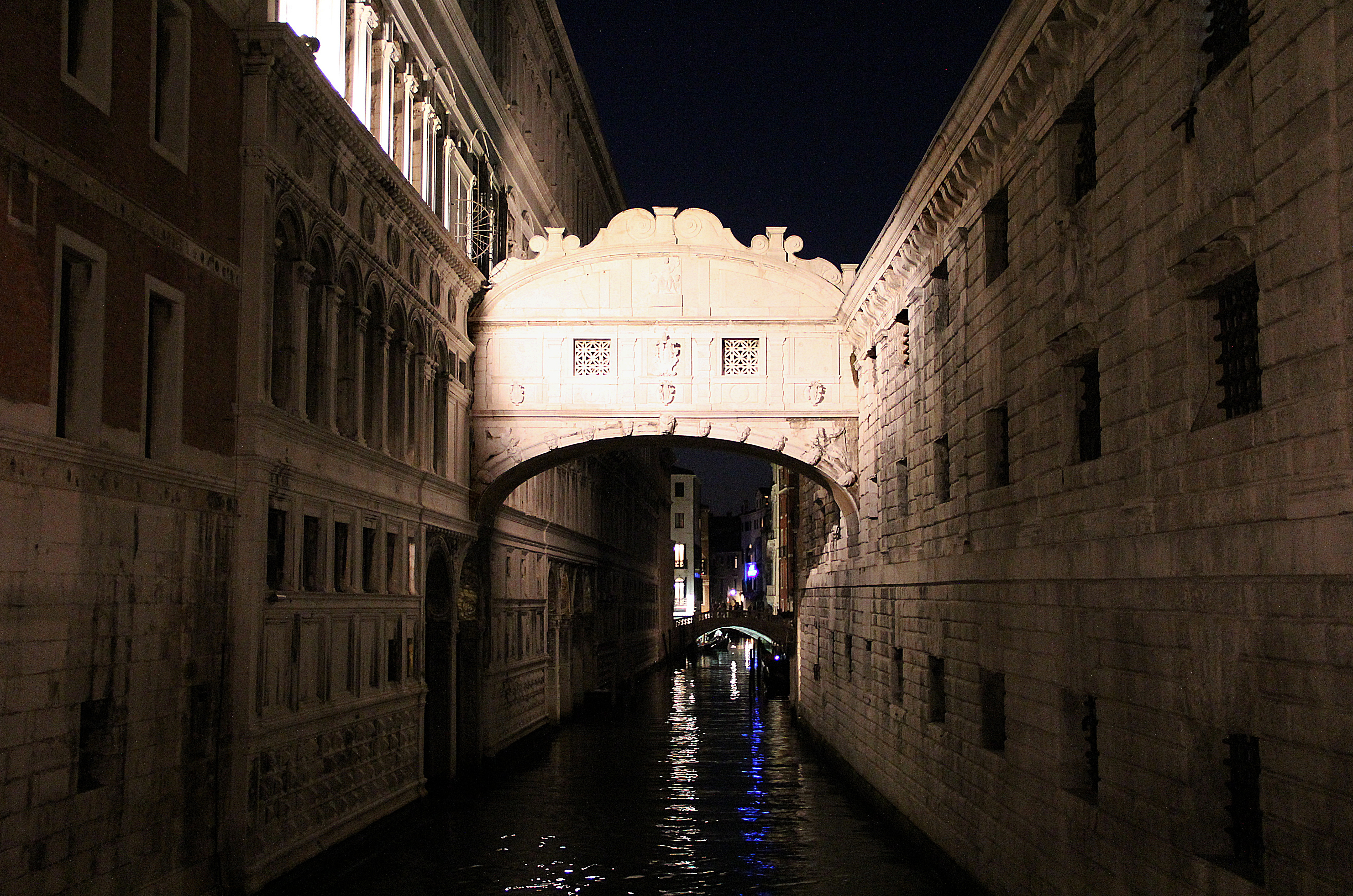
從卡諾尼卡橋上看到的嘆息橋

嘆息橋（義大利語：Ponte dei Sospiri）是位於意大利威尼斯聖馬可廣場附近，總督府側面的一座巴洛克风格的石橋。在運河水道上有幾條橋，而此條嘆息橋是密封式拱橋建築，由內向外望只能通過橋上的小窗子。嘆息橋的兩端連接法院與監獄两处，死囚通過此橋之時，常是行刑前的一刻，因感叹即将结束的人生而得名；是威尼斯最著名的橋樑之一。

## 由来
叹息桥是威尼斯多座建于16世纪的桥梁之一，完工于1600年，造型属于早期巴洛克式风格，封闭式的拱桥由石灰岩铸成，呈房屋状，上部穹隆覆盖，封闭得很严实，只有向运河一侧的石梁上开有两个小窗。叹息桥横跨在宫殿河（Rio di Palazzo）上，连接威尼斯公爵府的审讯室和老监狱，是由Antoni Contino设计的，他的叔叔Antonio da Ponte是里亚尔托桥的设计者。
叹息桥的名字是19世纪时，由英国诗人、“风骚的浪漫主义文学泰斗”拜伦勋爵所取的，囚犯们在总督府接受审判被宣判后，从总督府经由叹息桥走向死牢，他们面临的将是永别俗世，叹息桥有如隔绝生死两世，所以从密不透气的叹息桥走过时，从桥上的窗口望出最后一眼美丽的威尼斯，不禁一声长叹。

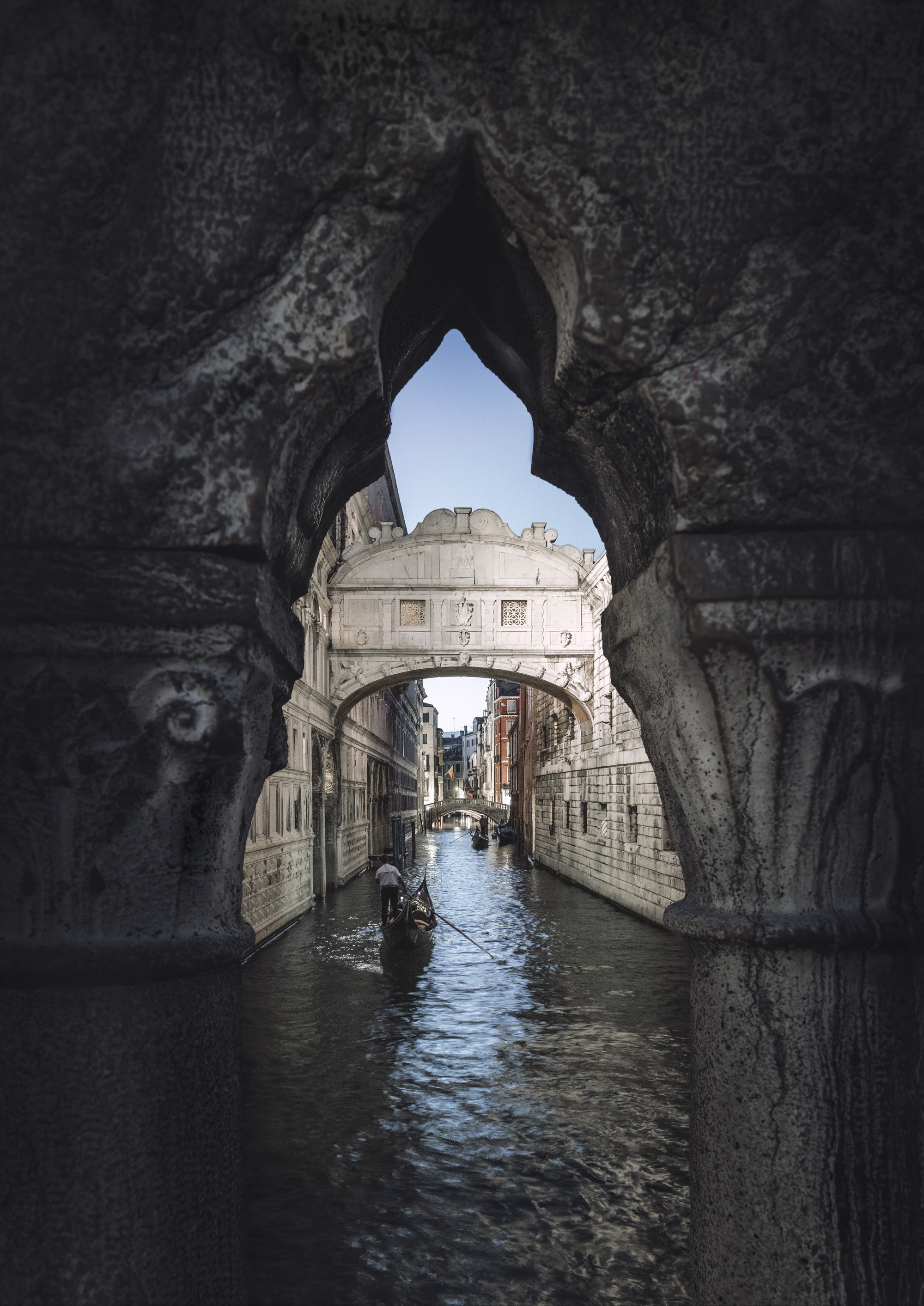
从水面望向叹息桥
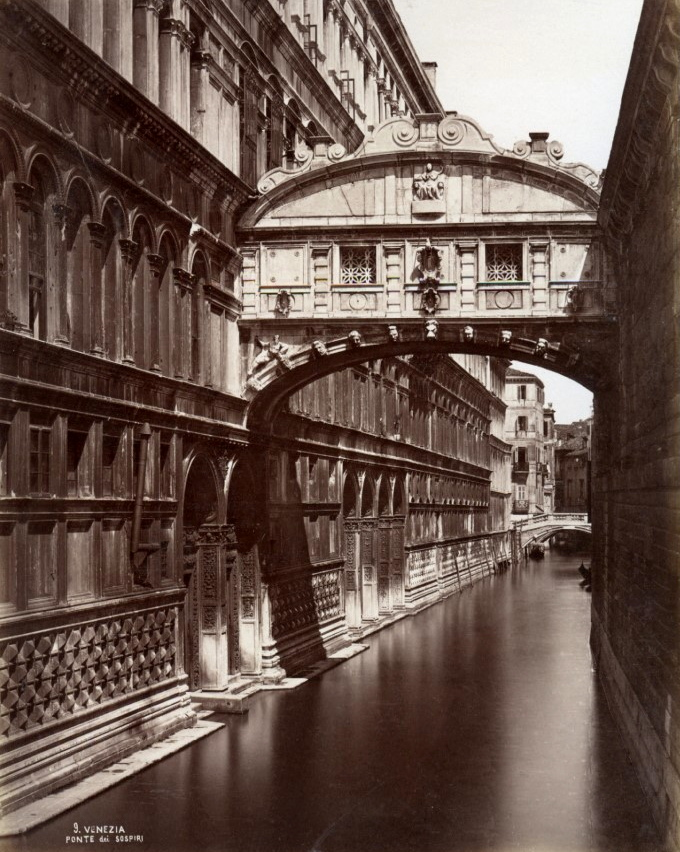
19世紀時期的威尼斯嘆息橋
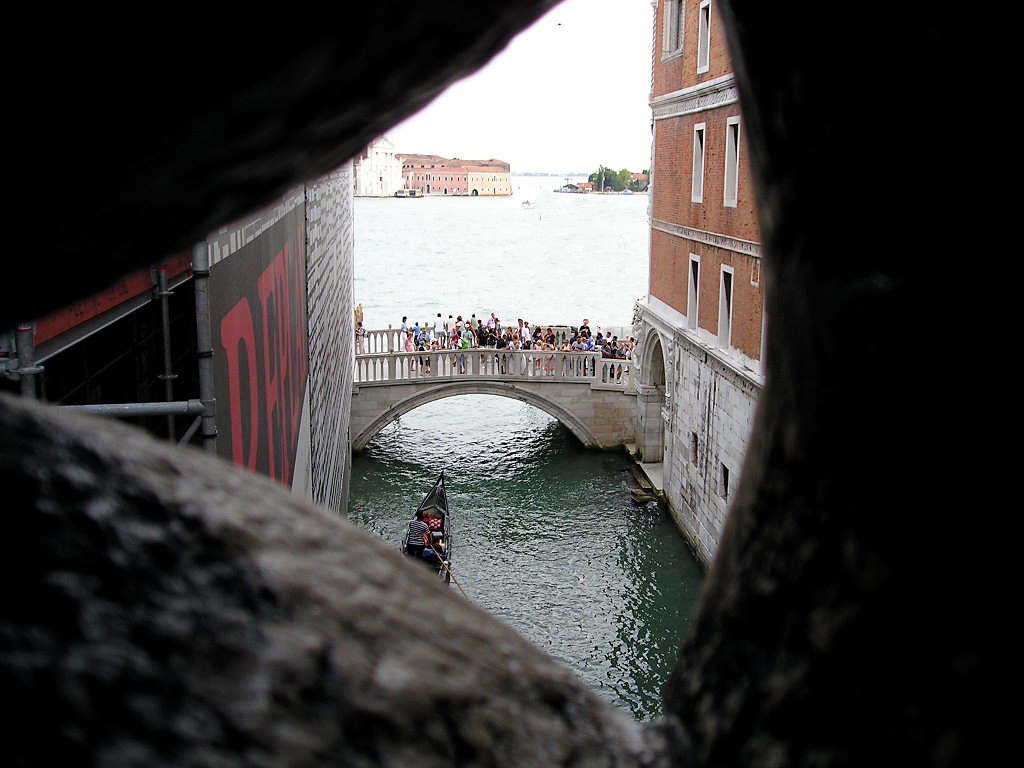
從嘆息橋上望外邊
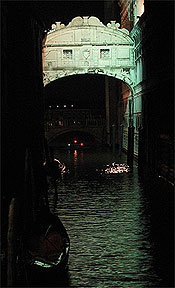
夜間的嘆息橋
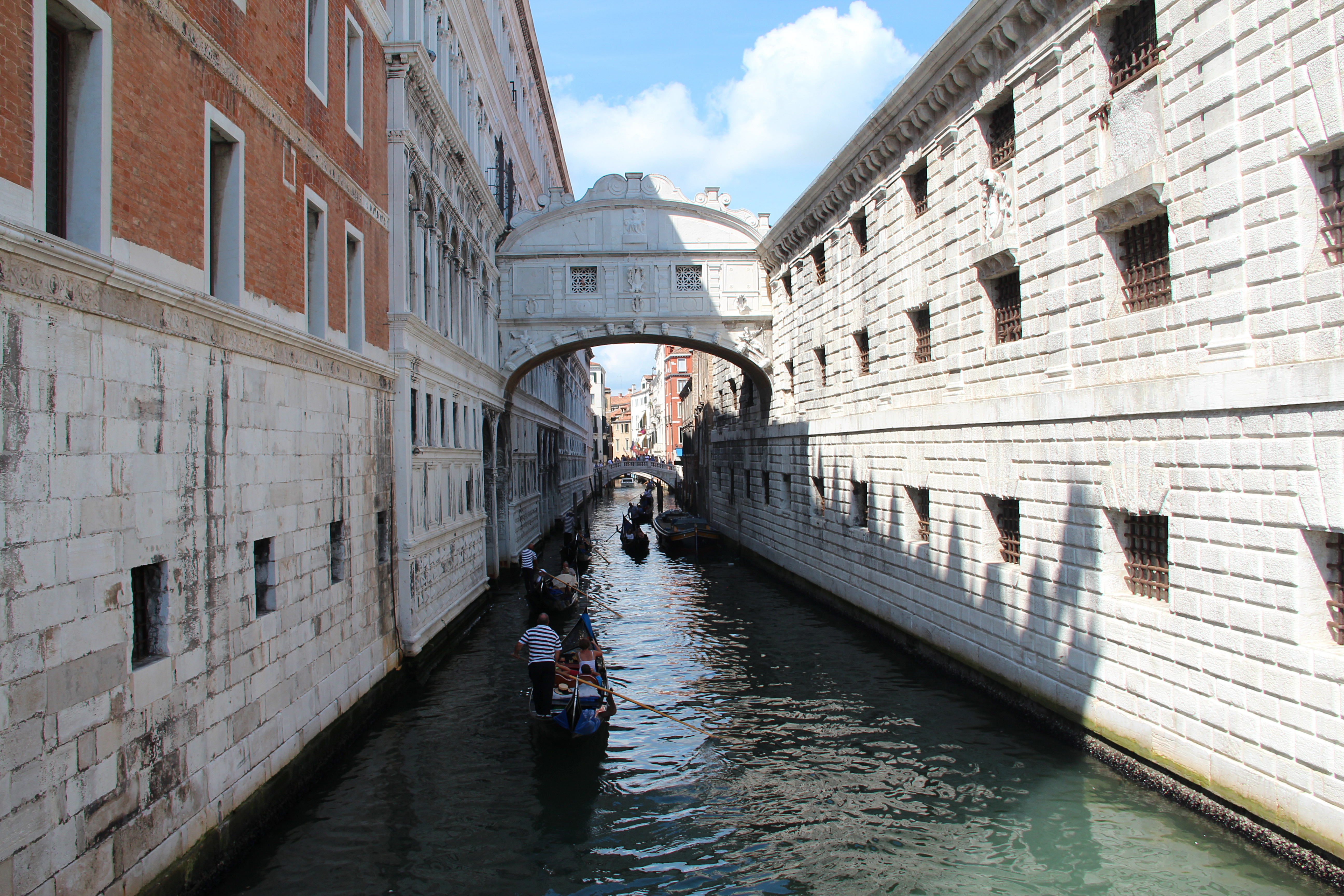
嘆息橋和里約熱內盧的船夫
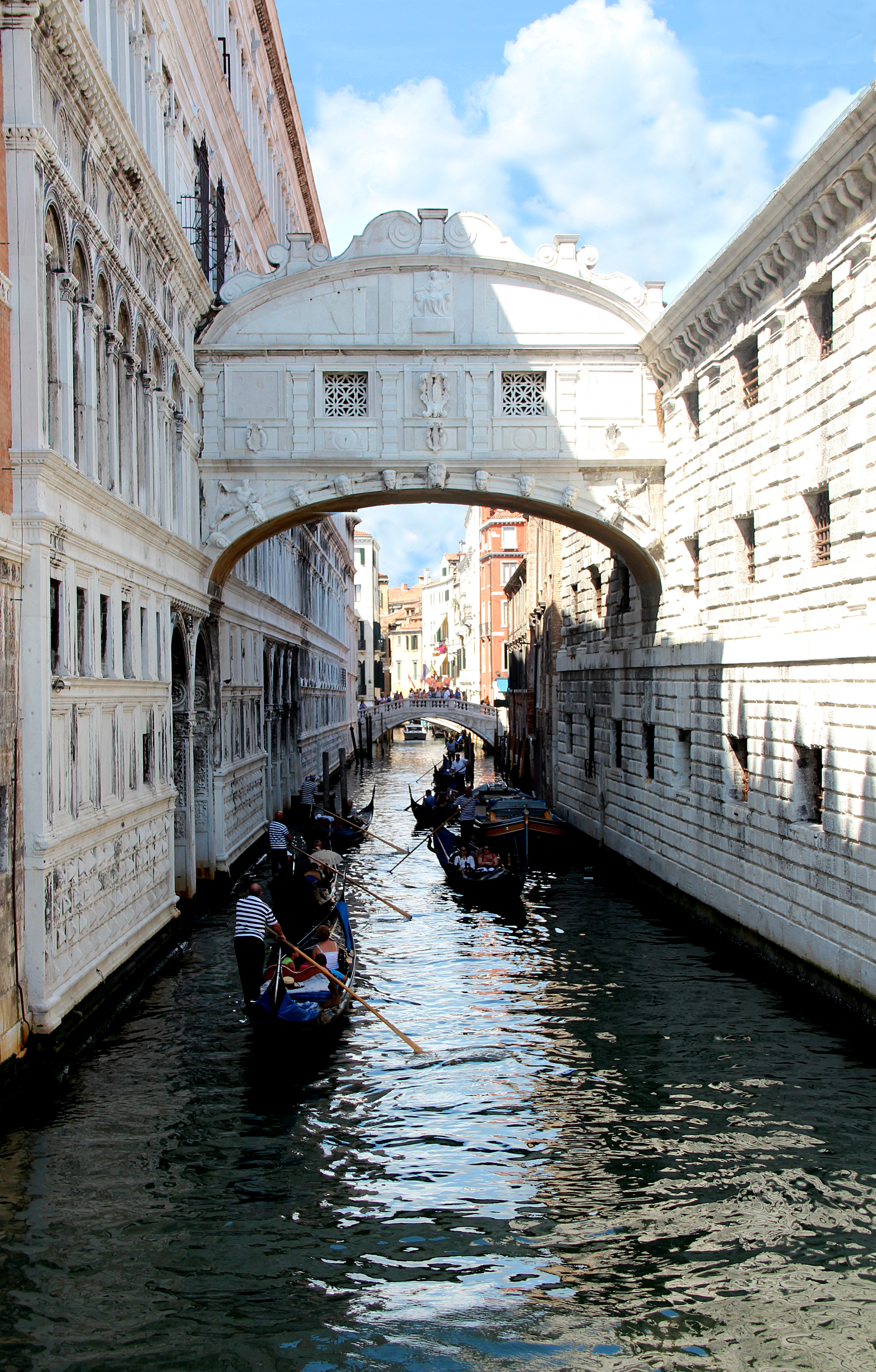
從卡諾尼卡橋上看到的嘆息橋
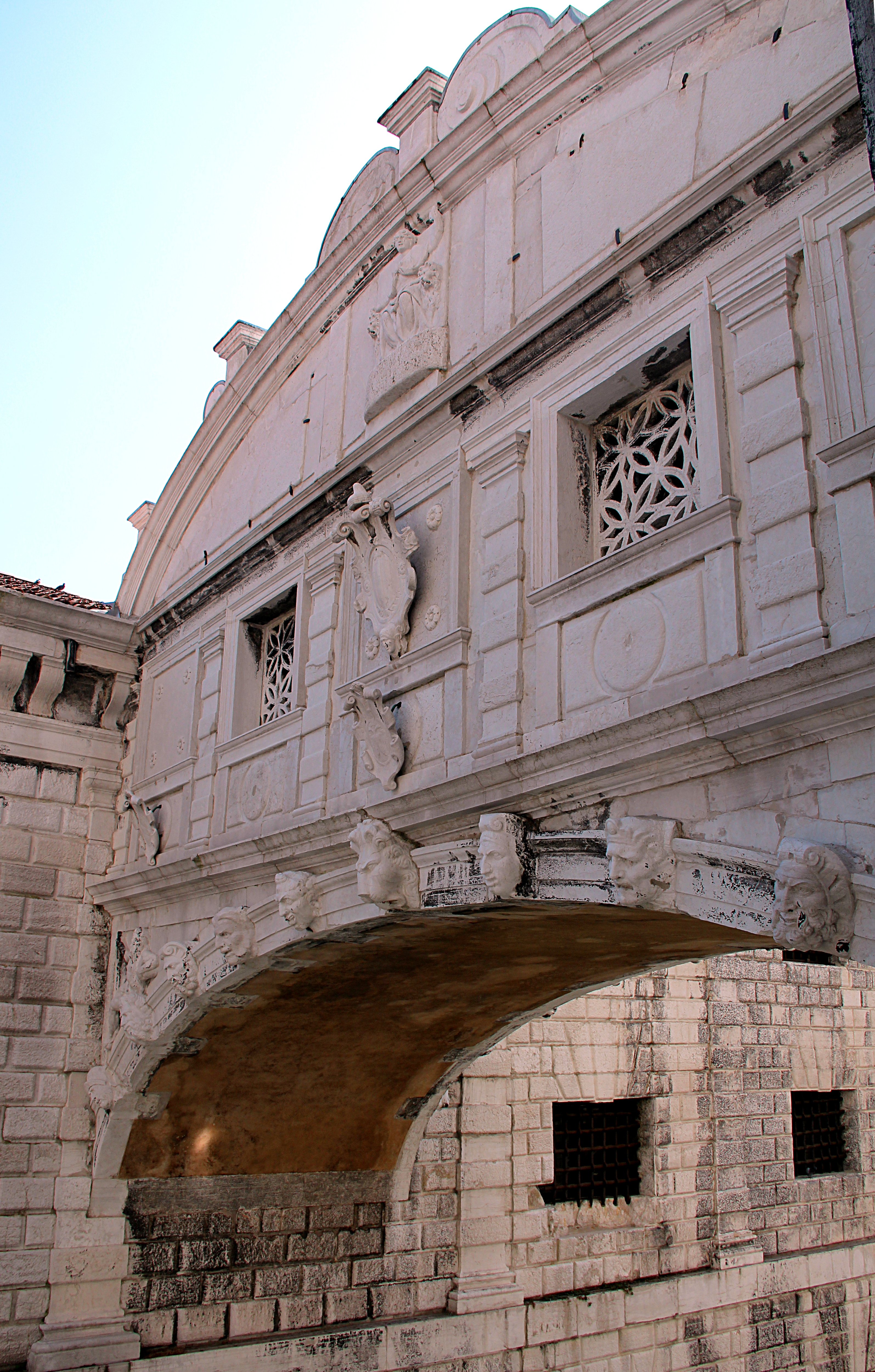
從里約熱內盧的嘆息橋

## 传说

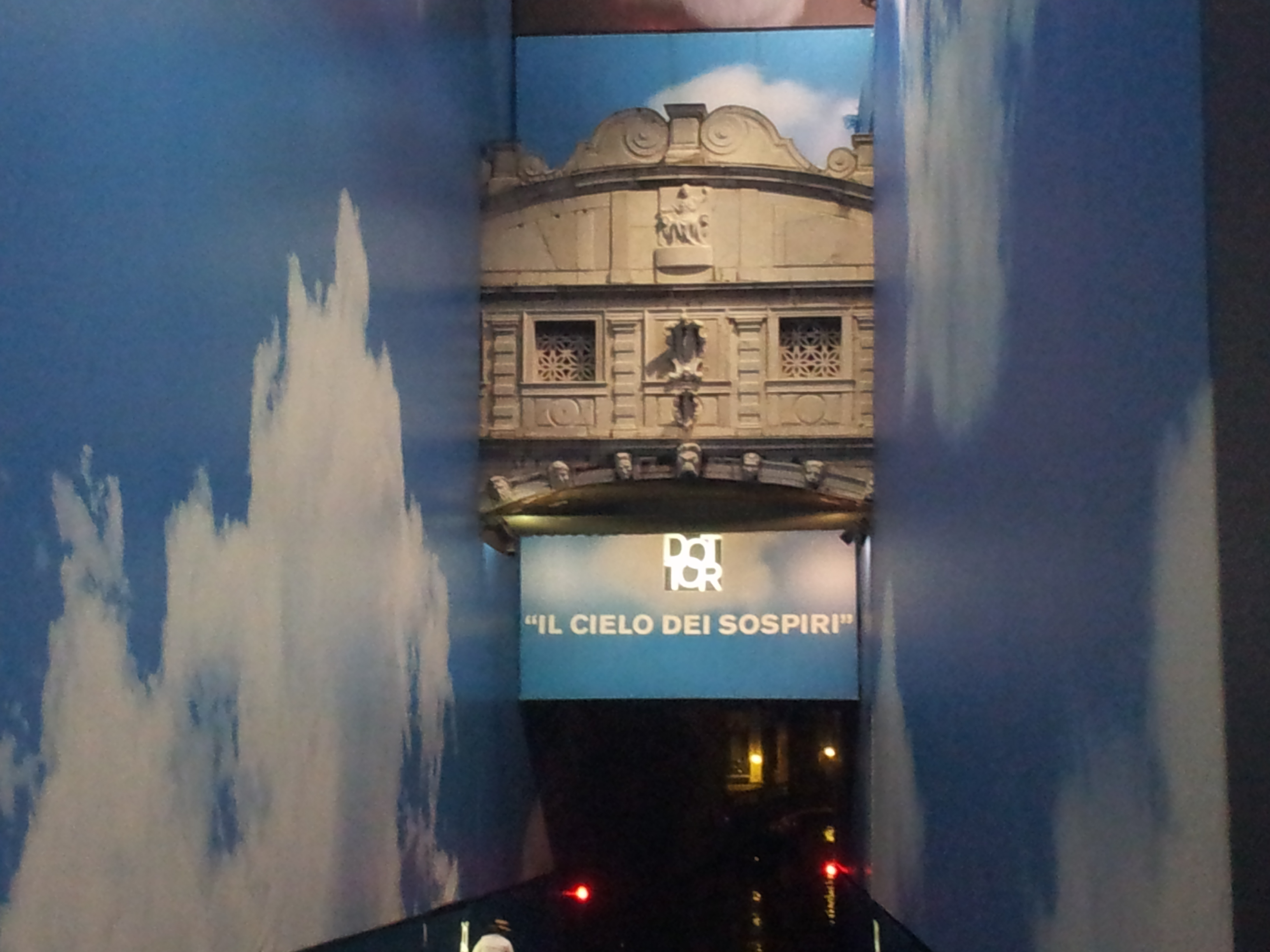
2011年翻新時的嘆息橋

威尼斯当地有一个传说，日落时如果恋人们在叹息桥下的贡多拉上親吻对方，就将会得到天长地久的永恒爱情。这个传说使得叹息桥成为世界上最具浪漫色彩的桥之一。
这个传说在1979年的浪漫喜剧电影《情定日落桥》中得到了演绎，在影片中，住在巴黎的13岁美国女孩罗兰聪明而且富有，闲暇时光阅读马丁·海德格尔的著作；13岁的法国男孩丹尼尔同样聪明但是很穷，酷爱好莱坞电影，擅长喜欢利用自己的数学天赋来赌马。两个孩子相见后坠入情网，但是遭到罗兰母亲的极度反对和拆散，罗兰和丹尼尔最后决定私奔去威尼斯，“在日落时的叹息桥下接吻”，以求永不分离，于是这对小情人在老绅士朱赛的帮助下，不惜一切地要达成这个心愿。这部影片的主演是1948年奥斯卡最佳男主角奖的获得者劳伦斯·奥利弗，导演是1973年奥斯卡最佳导演奖的获得者乔治·罗·希尔。
由莱斯·哈尔斯特龙导演、希斯·莱杰主演的2005年电影《卡萨诺瓦》中也有叹息桥的场景。故事发生在1753年，卡萨诺瓦是出生在威尼斯的一位极具传奇色彩的冒险家和作家，“追寻女色的风流才子”和18世纪享誉欧洲的大情圣。影片中，卡萨诺瓦曾被军队拘禁在叹息桥另一头的监牢，虽然人们说跨过了叹息桥的囚犯再也无法回到这个世上来了，所以在桥上的小窗口边不由发出后悔而不舍的叹息声，但是机警聪明的卡萨诺瓦还是从监牢里成功越狱了。

## 各地翻版
威尼斯的嘆息橋成名後，被世界各地所仿造，並且同樣被命名為「嘆息橋」，其中包括：
- 英國倫敦泰晤士河上的滑鐵盧橋（英語：Waterloo Bridge），有時也稱作嘆息橋
- 英國牛津大學內的叹息桥 (牛津)
- 英國劍橋大學聖約翰學院內的叹息桥 (剑桥)
- 德國法蘭克福老市政廳北翼的叹息桥 (法兰克福)
- 美國阿利根尼縣法院連接監獄的嘆息橋

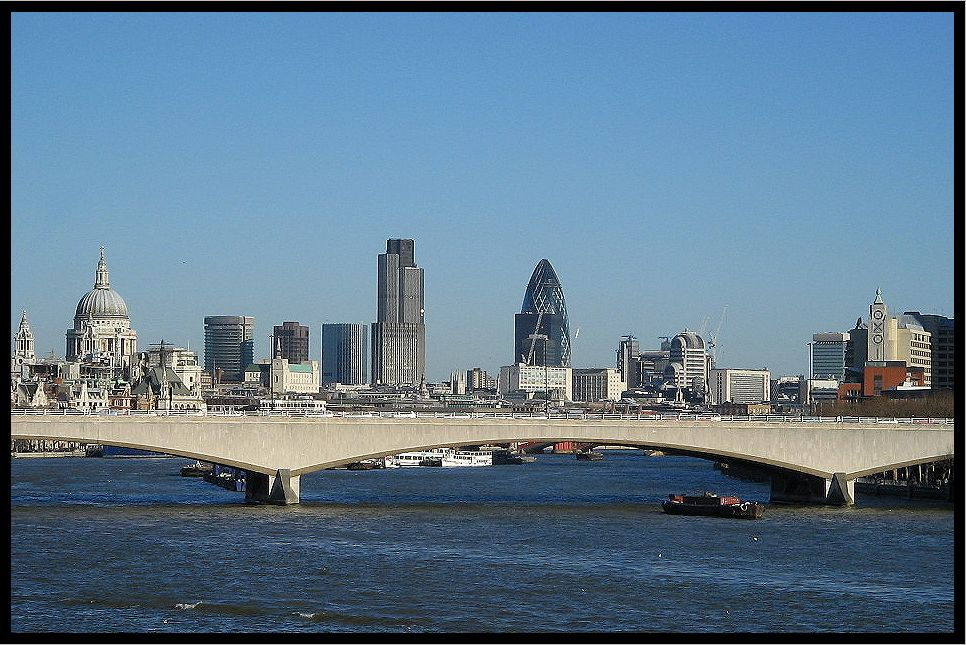
泰晤士河的滑鐵盧橋
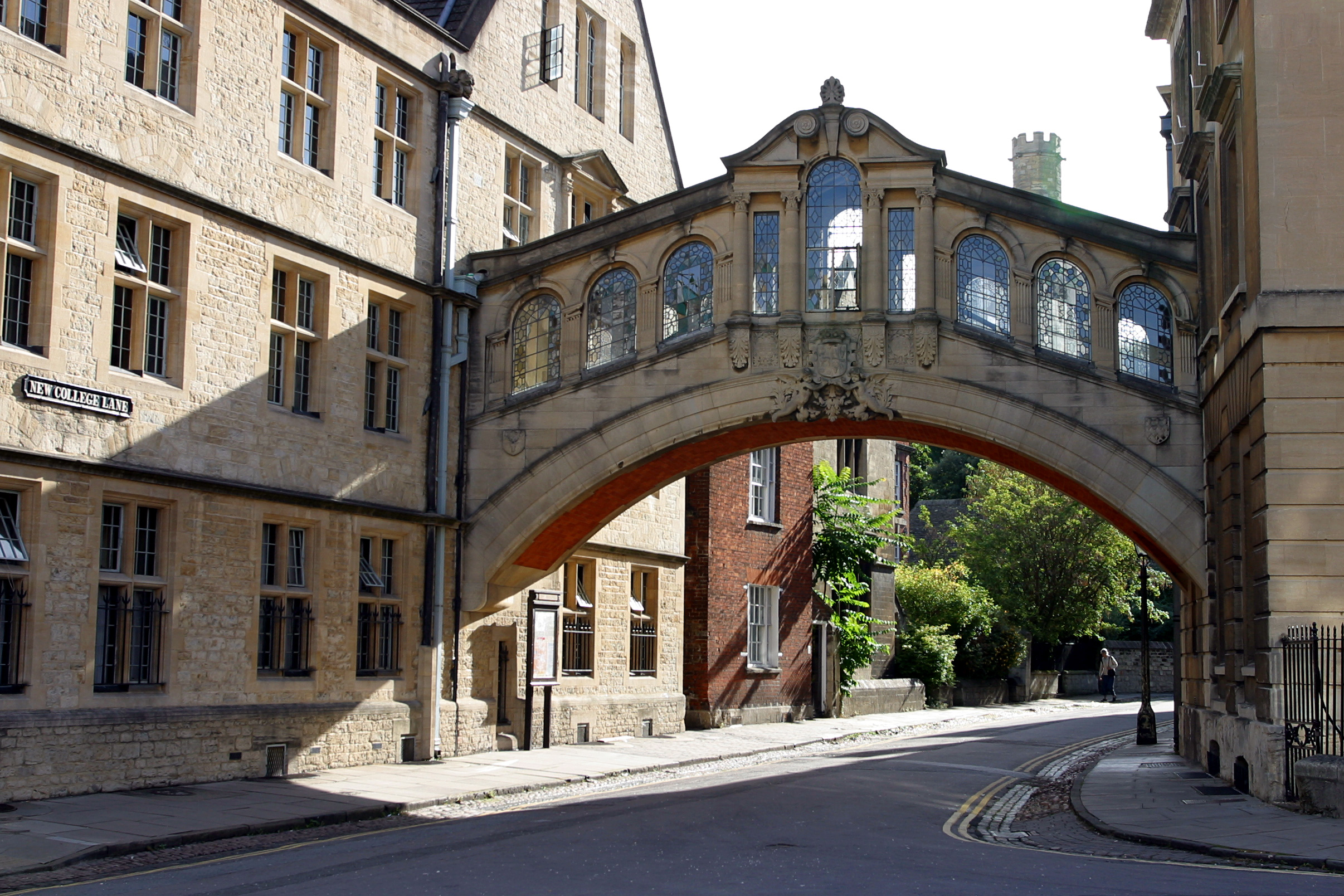
英國牛津大學的嘆息橋
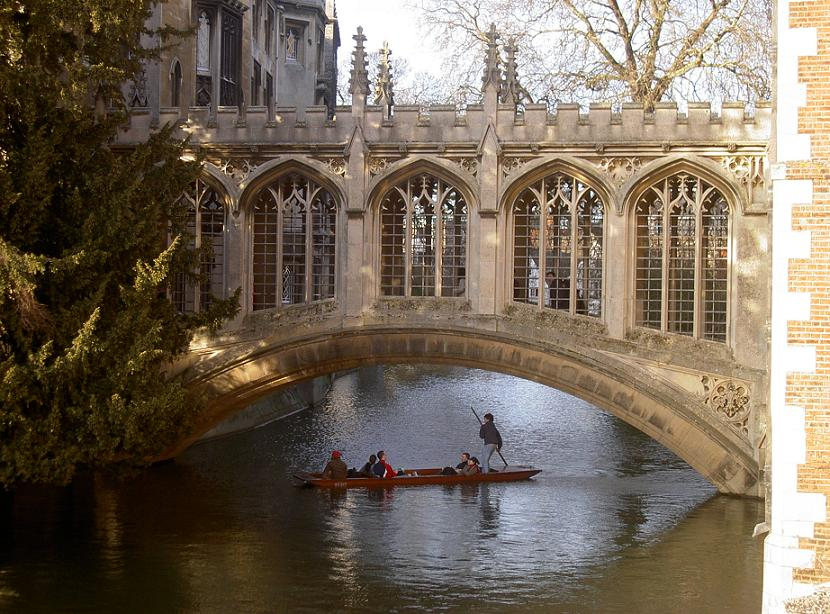
英國劍橋大學的嘆息橋
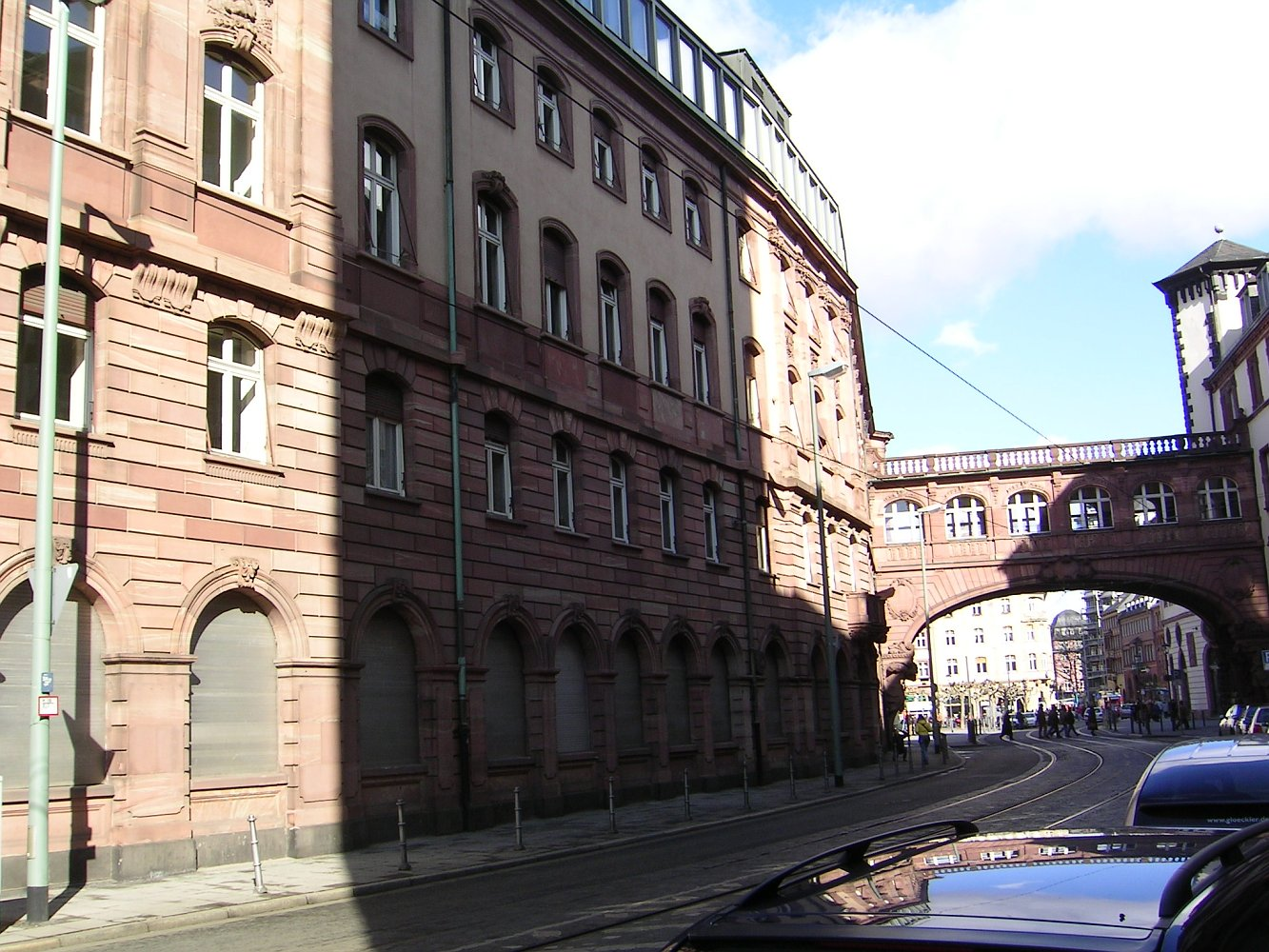
德國法蘭克福的嘆息橋
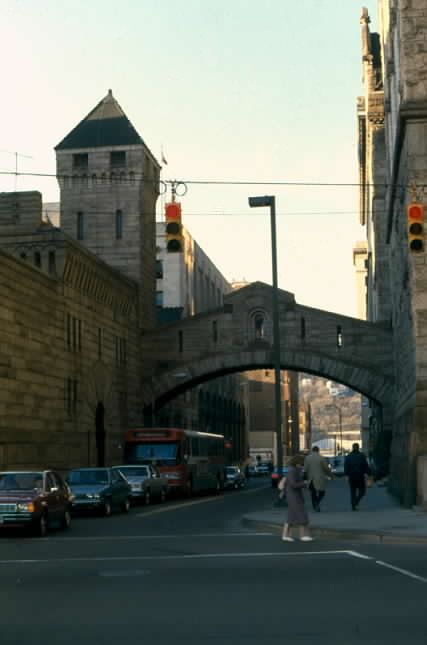
美國阿利根尼縣法院的嘆息橋

## 外部連結
- Bridge of Sighs, Venice
- Structurae数据库中Bridge of Sighs的数据
- 维基导游上有關嘆息橋的旅行指南